# Ricardo de Montis

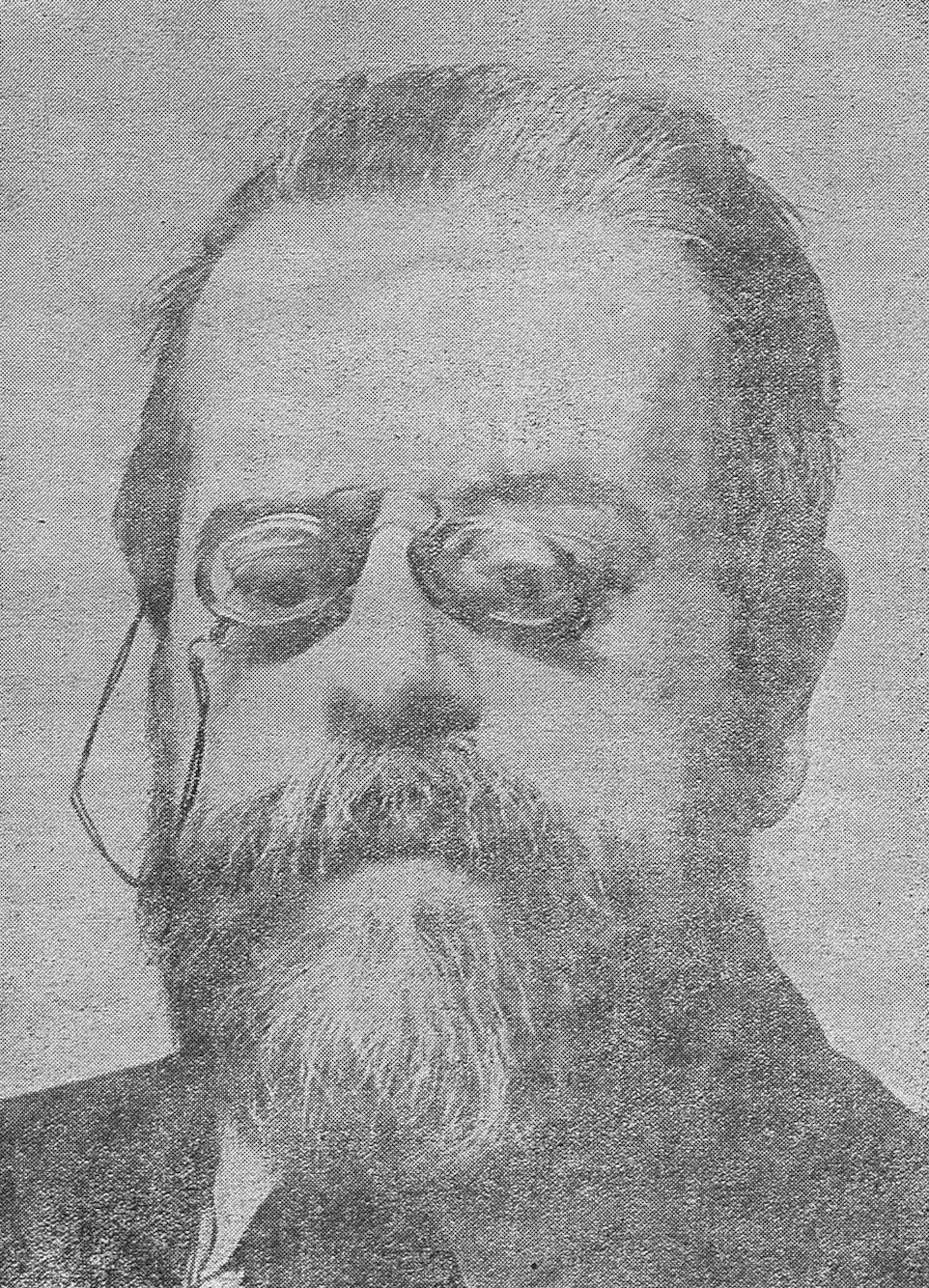
Retrato de Ricardo de Montis

Ricardo de Montis Romero (Córdoba, 25 de marzo de 1871-Córdoba, 3 de julio de 1941) fue un periodista y escritor español. A lo largo de su carrera llegó a colaborar con varias publicaciones periódicas.

## Biografía
Nacido el 25 de marzo de 1871 en Córdoba, desde temprana edad destacó en el ámbito periodístico. En sus inicios colaboró con el diario El Comercio de Córdoba, siendo también redactor de La Unión. A partir de 1929 pasó a dirigir el Diario de Córdoba, publicación decana de la prensa cordobesa. Afectado en sus últimos años de vida por la ceguera, sería sucedido en la dirección del Diario de Córdoba por el periodista Marcelino Durán de Velilla.
Además de su actividad periodística, fue autor de varias obras, de entre las cuales destaca Notas cordobesas, una recopilación de artículos sobre temas cordobeses que el propio Montis publicó en el Diario de Córdoba durante varios años. Falleció el 3 de julio de 1941 en Córdoba, en su domicilio de la calle Blanco Belmonte, y sus restos mortales fueron trasladados al cementerio de Nuestra Señora de la Salud.
Mantuvo una estrecha amistad con los hermanos pintores Rafael y Julio Romero de Torres.